# Scott Jacoby
Scott Bennett Jacoby (Skokie, 26 novembre 1956) è un attore statunitense famoso per aver recitato nel film televisivo That Certain Summer, per il quale vinse un Premio Emmy.
 È famoso anche per aver recitato come protagonista nel film televisivo Bad Ronald (1974) e per aver interpretato il ruolo di Michael Zbornak, il figlio di Dorothy, nella sitcom Cuori senza età.

## Biografia

### Primi anni
Jacoby è nato a Chicago nel sobborgo di Skokie, Illinois, il 26 novembre 1956. Trasferitosi a New York all'età di dieci anni insieme alla sua famiglia, inizia immediatamente a lavorare come attore teatrale a Broadway. L'anno successivo, a soli undici anni, ottiene una nomination al Tony Award al miglior attore non protagonista in un musical per Golden Rainbow.

### Carriera
Nel 1969 debutta al cinema, per poi approdare sul piccolo schermo subito dopo. Nel 1972 interpreta il ruolo di Nick Sulter nel film televisivo That Certain Summer: questa esecuzione ottiene il plauso della critica, permettendogli di vincere un Emmy Award al miglior attore non protagonista l'anno successivo.
Inizia successivamente a ottenere i suoi primi ruoli da protagonista, in particolare nel film del 1973 Baxter! e nel film TV del 1974 Bad Ronald. mentre nel 1976 interpreta Mario Podesta in Quella strana ragazza che abita in fondo al viale, recitando così al fianco di Jodie Foster. Nel 1978 ottiene un ruolo da protagonista nel film Our Winning Season. Negli anni successivi dirada le sue apparizioni, continuando tuttavia a recitare in ambito televisivo in maniera abbastanza continuativa e ricominciando a lavorare anche al cinema a partire dal 1986. Nel 1989 esegue la sua ultima interpretazione sul piccolo schermo in un episodio di Cuori senza età, mentre nel 1991 ottiene il suo ultimo ruolo cinematografico in Son of Darkness: To Die For II.

### Vita privata
Jacoby è il maggiore di cinque fratelli attori, inclusi i fratellastri Billy Jacoby (ora Billy Jayne, nato nel 1969), Bobby Jacoby (ora Robert Jayne, nato nel 1973) e le sorelle Laura Jacoby e Susan Jacoby.
Jacoby è di origine ebraica. È sposato con Lyn Jacoby e han due figli.

## Filmografia

### Cinema
- Children's Game, regia di Walter Welebit (1969)
- Rapina record a New York  (The Anderson Tapes), regia di Sidney Lumet (1971)
- Rivals, regia di Krishna Shah (1972)
- Baxter!, regia di Lionel Jeffries (1973)
- Quella strana ragazza che abita in fondo al viale (The Little Girl Who Lives Down the Lane), regia di Nicolas Gessner (1976)
- Love and the Midnight Auto Supply, regia di James Polakof (1977)
- Tempo di vittorie (Our Winning Season), regia di Joseph Ruben (1978)
- The Supernaturals, regia di Armand Mastroianni (1986)
- La scuola degli orrori (Return to Horror High), regia di Bill Froehlich (1987)
- Vampiri (To Die For), regia di Deran Sarafian (1988)
- Son of Darkness: To Die for II, regia di David Price (1991)

### Televisione
- Compagni di viaggio (No Place to Run), regia di Delbert Mann e John Badham – film TV (1972)
- That Certain Summer, regia di Lamont Johnson – film TV (1972)
- Medical Center – serie TV, 1 episodio (1972)
- Una vita da vivere (One Life to Live) – serie TV, ? episodi (1973-1974)
- Quel signore dei bambini (The Man Who Could Talk to Kids), regia di Donald Wrye – film TV (1973)
- Toma – serie TV, 1 episodio (1973)
- A tutte le auto della polizia (The Rookies) – serie TV, 2 episodi (1973-1975)
- Marcus Welby (Marcus Welby, M.D.) – serie TV, 3 episodi (1973-1975)
- Difesa a oltranza (Owen Marshall, Counselor at Law) – serie TV, 1 episodio (1974)
- Grandpa, Mom, Dad and Ritchie, regia di Robert Kaufman – film TV (1974)
- Bad Ronald, regia di Buzz Kulik – film TV (1974)
- Fine di un giorno di festa (Smash-Up on Interstate 5), regia di John Llewellyn Moxey – film TV (1976)
- Harold Robbins' 79 Park Avenue, regia di Paul Wendkos – miniserie TV, 2 episodi (1977)
- Un amore diverso (No Other Love), regia di Richard Pearce – film TV (1979)
- Il diario di Anna Frank (The Diary of Anne Frank), regia di Boris Sagal – film TV (1980)
- Trapper John (Trapper John, M.D.) – serie TV, 1 episodio (1983)
- Cuori senza età (The Golden Girls) – serie TV, 3 episodi (1986-1989)
- La signora in giallo (Murder, She Wrote) – serie TV, episodio 3x14 (1987)

## Teatro
- Golden Rainbow dal 4 febbraio 1968 all'11 gennaio 1969
- Cry for Us All dall'8 aprile 1970 al 15 aprile 1970

## Riconoscimenti
- 1973 - Premio Emmy[5]
  - Premio al miglior attore non protagonista per That Certain Summer